# فهرست قنات‌های شهرستان کوهسرخ
شهرستان کوهسرخ یکی از شهرستان‌های استان خراسان رضوی در ایران است. مرکز این شهرستان، شهر ریوش است. این شهرستان در تاریخ ۱۳ آذر ۹۸ از شهرستان کاشمر جدا شد و مستقل گردید.

## فهرست قنات‌ها
فهرست زیر قنات‌های شهرستان کوهسرخ را نشان می‌دهد و بر اساس آمار وزارت جهاد کشاورزی تهیه شده است.
| ردیف | نام قنات      | موقعیت    | نزدیک‌ترین منطقهٔ مسکونی | طول قنات (متر) | تعداد میله چاه | عمق مادر چاه | دبی (لیتر بر ثانیه) | سطح زیر کشت (هکتار) |
| ---- | ------------- | --------- | ---------------------- | -------------- | -------------- | ------------ | ------------------- | ------------------- |
| ۱    | اتشان         | بخش مرکزی | بختیار                 | ۴۰۰            | ۱۰             | ۳۵           | ۳۰                  | ۱۰۰                 |
| ۲    | احمدآباد      | بخش مرکزی | ایور                   | ۱۰۰۰           | ۲۰             | ۳۰           | ۱۵                  | ۱۰                  |
| ۳    | احمدآباد      | بخش بررود | قراچه                  | ۱۵۰            | ۷              | ۸            | ۵                   | ۲                   |
| ۴    | اکبرآباد      | بخش مرکزی | ایور                   | ۱۵۰۰           | ۵۰             | ۵۰           | ۱۵                  | ۲۰                  |
| ۵    | اکبرآباد      | بخش مرکزی | اکبرآباد               | ۱۰۰۰           | ۱۰             | ۱۵           | ۱۰                  | ۰                   |
| ۶    | ایور          | بخش مرکزی | ایور                   | ۲۰۰۰           | ۴۰             | ۴۵           | ۱۵                  | ۳۵                  |
| ۷    | باقرآباد      | بخش مرکزی | نامق                   | ۱۰۰۰           | ۳۰             | ۱۰           | ۱۵                  | ۳۵                  |
| ۸    | باقرآباد      | بخش مرکزی | موشک                   | ۷۰۰            | ۱۷             | ۲۵           | ۵                   | ۷                   |
| ۹    | بالا دهمیان   | بخش بررود | دهمیان                 | ۷۰۰            | ۲۵             | ۱۲           | ۱۵                  | ۱۵                  |
| ۱۰   | بختیار        | بخش مرکزی | بختیار                 | ۳۰۰            | ۱۰             | ۲۰           | ۷                   | ۲۰                  |
| ۱۱   | بخلی          | بخش بررود | قصون                   | ۲۰۰            | ۱۵             | ۸            | ۱۰                  | ۸                   |
| ۱۲   | بصری          | بخش مرکزی | ایور                   | ۲۰۰۰           | ۵۰             | ۴۰           | ۱۵                  | ۳۰                  |
| ۱۳   | بند قرا’      | بخش بررود | بند قرا                | ۱۸۰۰           | ۶۰             | ۳۵           | ۲۰                  | ۸۰                  |
| ۱۴   | بنک           | بخش بررود | سنجدک                  | ۷۰۰            | ۲۵             | ۲۵           | ۱۰                  | ۱۰                  |
| ۱۵   | بنک           | بخش مرکزی | موشک                   | ۱۰۰۰           | ۳۵             | ۴۰           | ۱۰                  | ۲۰                  |
| ۱۶   | بنگول         | بخش مرکزی | ایور                   | ۲۰۰۰           | ۴۰             | ۳۰           | ۱۵                  | ۵۰                  |
| ۱۷   | بولی          | بخش بررود | خضربیگ                 | ۲۰۰            | ۸              | ۵            | ۵                   | ۲                   |
| ۱۸   | ترنی          | بخش مرکزی | ایور                   | ۱۵۰۰           | ۵۰             | ۴۵           | ۱۵                  | ۳۵                  |
| ۱۹   | تقی نوای      | بخش مرکزی | موشک                   | ۴۰۰            | ۱۵             | ۱۵           | ۷                   | ۶                   |
| ۲۰   | تنورجه        | بخش مرکزی | تنورجه                 | ۳۰۰            | ۱۰             | ۱۲           | ۱۰                  | ۰                   |
| ۲۱   | تودک          | بخش بررود | سنجدک                  | ۶۰۰            | ۲۵             | ۲۰           | ۱۵                  | ۲۰                  |
| ۲۲   | تولا          | بخش مرکزی | تولا                   | ۳۰۰۰           | ۵۰             | ۷۰           | ۱۲                  | ۴۰                  |
| ۲۳   | توندر سفلی    | بخش بررود | توندر                  | ۴۰۰            | ۱۵             | ۲۰           | ۰                   | ۵۰                  |
| ۲۴   | توندر علیا    | بخش بررود | توندر                  | ۱۰۰۰           | ۵۰             | ۱۰           | ۱۵                  | ۲۰                  |
| ۲۵   | تک دره چنار   | بخش بررود | کریز                   | ۶۵۰            | ۱۶             | ۱۸           | ۲۵                  | ۱۸۰                 |
| ۲۶   | تک سر مرغ     | بخش مرکزی | موشک                   | ۳۰۰            | ۱۲             | ۲۰           | ۰                   | ۵                   |
| ۲۷   | تک سرخ        | بخش بررود | سنجدک                  | ۹۰۰            | ۳۰             | ۳۵           | ۳۰                  | ۳۰                  |
| ۲۸   | تک شتر راه    | بخش مرکزی | موشک                   | ۳۰۰            | ۱۰             | ۸            | ۳                   | ۳                   |
| ۲۹   | تک کفتر بالا  | بخش مرکزی | موشک                   | ۷۰۰            | ۱۶             | ۱۵           | ۸                   | ۱۰                  |
| ۳۰   | جلیل          | بخش مرکزی | اکبرآباد               | ۱۰۰۰           | ۱۵             | ۳۰           | ۵                   | ۲                   |
| ۳۱   | حاجی‌آباد      | بخش مرکزی | نامق                   | ۱۱۰۰           | ۵۰             | ۲۸           | ۱۲                  | ۱۰                  |
| ۳۲   | حاجی‌آباد      | بخش مرکزی | تولا                   | ۱۵۰            | ۱۲             | ۱۰           | ۱                   | ۱                   |
| ۳۳   | حسین خو       | بخش مرکزی | تولا                   | ۸۰             | ۴              | ۹            | ۵                   | ۶                   |
| ۳۴   | حسین‌آباد      | بخش مرکزی | نامق                   | ۵۰۰            | ۲۵             | ۶            | ۱۲                  | ۱۵                  |
| ۳۵   | حسین‌آباد      | بخش بررود | قراچه                  | ۴۰۰            | ۱۶             | ۲۱           | ۱۵                  | ۴۰                  |
| ۳۶   | حصار          | بخش بررود | اوندر                  | ۱۵۰۰           | ۶۰             | ۲۵           | ۲۵                  | ۱۰۰                 |
| ۳۷   | حقوق          | بخش مرکزی | موشک                   | ۳۰۰            | ۱۰             | ۱۵           | ۳                   | ۲۰                  |
| ۳۸   | حیدرک         | بخش بررود | سنجدک                  | ۱۵۰            | ۱۰             | ۶            | ۳                   | ۳                   |
| ۳۹   | خرسره         | بخش بررود | بند قرا                | ۳۰۰            | ۱۱             | ۱۰           | ۱۰                  | ۶                   |
| ۴۰   | خرکش          | بخش مرکزی | موشک                   | ۴۰۰            | ۱۲             | ۲۰           | ۵                   | ۴                   |
| ۴۱   | خشک کانوک     | بخش بررود | بند قرا                | ۵۰۰            | ۱۵             | ۱۵           | ۰                   | ۵۰                  |
| ۴۲   | خضرآباد       | بخش مرکزی | ایور                   | ۱۶۴۰           | ۳۵             | ۴۵           | ۵                   | ۲۵                  |
| ۴۳   | خضرآباد       | بخش بررود | خضرآباد                | ۳۰۰۰           | ۱۲۰            | ۱۸           | ۴                   | ۱۰۰                 |
| ۴۴   | خوشاب         | بخش بررود | خضر بیک                | ۵۰۰            | ۲۰             | ۱۵           | ۰                   | ۵                   |
| ۴۵   | داغی          | بخش بررود | داغی                   | ۶۰۰            | ۲۵             | ۲۵           | ۲۵                  | ۲۵                  |
| ۴۶   | دره بید       | بخش بررود | خضر بیک                | ۳۰۰            | ۲۰             | ۷            | ۱۵                  | ۳۰                  |
| ۴۷   | دهنو          | بخش بررود | اوندر                  | ۲۰۰۰           | ۹۰             | ۲۵           | ۵۰                  | ۱۵۰                 |
| ۴۸   | دهنو داغی     | بخش بررود | داغی                   | ۶۰۰            | ۲۴             | ۲۰           | ۱۵                  | ۱۵                  |
| ۴۹   | رستم‌آباد      | بخش بررود | قصون                   | ۱۰۰            | ۶              | ۵            | ۵                   | ۴                   |
| ۵۰   | رود زر بالا   | بخش بررود | طرق                    | ۱۲۰۰           | ۲۴             | ۱۲           | ۱۰۰                 | ۶۰                  |
| ۵۱   | رود زرپائین   | بخش بررود | قراچه                  | ۱۰۰۰           | ۳۵             | ۱۶           | ۱۵                  | ۲۰                  |
| ۵۲   | رودنی         | بخش مرکزی | نامق                   | ۷۰۰            | ۳۰             | ۱۵           | ۸                   | ۲۰                  |
| ۵۳   | زمان‌آباد      | بخش مرکزی | نامق                   | ۵۰۰            | ۲۵             | ۳۰           | ۴۰                  | ۸۰                  |
| ۵۴   | سبازکی        | بخش مرکزی | موشک                   | ۱۰۰۰           | ۱۶             | ۱۶           | ۳                   | ۱۰                  |
| ۵۵   | سبزواری       | بخش مرکزی | کلاته سبزواری          | ۱۵۰۰           | ۳۵             | ۲۰           | ۶                   | ۱۰                  |
| ۵۶   | سربیشه        | بخش مرکزی | مکی                    | ۳۰۰            | ۱۰             | ۸            | ۱۵                  | ۳۰                  |
| ۵۷   | سرخ بار       | بخش بررود | طرق                    | ۵۰۰            | ۲۰             | ۱۵           | ۱۵                  | ۲۰                  |
| ۵۸   | سرخ سنگ       | بخش بررود | خضر بیک                | ۲۵۰            | ۱۰             | ۱۰           | ۱۰                  | ۸                   |
| ۵۹   | سرخان         | بخش بررود | سنجدک                  | ۱۰۰۰           | ۳۵             | ۲۵           | ۳۰                  | ۴۰                  |
| ۶۰   | سرچشمه        | بخش بررود | بند قرا                | ۳۰۰            | ۱۲             | ۱۵           | ۲۵                  | ۳۰                  |
| ۶۱   | سرکاریز       | بخش مرکزی | نامق                   | ۶۰۰۰           | ۱۵۰            | ۴۵           | ۸۰                  | ۲۰۰                 |
| ۶۲   | سرگردار       | بخش مرکزی | موشک                   | ۳۵۰            | ۱۰             | ۱۵           | ۳                   | ۴                   |
| ۶۳   | سفیدخانه      | بخش بررود | قصون                   | ۵۰۰            | ۳۰             | ۱۸           | ۷                   | ۱۰۰                 |
| ۶۴   | سمبا          | بخش بررود | قراچه                  | ۵۰۰            | ۱۵             | ۱۵           | ۱۰                  | ۸                   |
| ۶۵   | سنگ برف       | بخش بررود | قراچه                  | ۳۰۰            | ۳۰             | ۵            | ۲۵                  | ۱۰                  |
| ۶۶   | سنگ ولاله     | بخش مرکزی | مکی                    | ۲۰۰            | ۸              | ۵            | ۱۰                  | ۱۰                  |
| ۶۷   | سیف‌آباد       | بخش بررود | خضر بیک                | ۷۰             | ۵              | ۵            | ۴                   | ۳                   |
| ۶۸   | شاد مرادی     | بخش مرکزی | موشک                   | ۷۰۰            | ۱۵             | ۱۲           | ۵                   | ۳                   |
| ۶۹   | شام           | بخش مرکزی | موشک                   | ۲۰۰            | ۱۰             | ۱۲           | ۰                   | ۰                   |
| ۷۰   | شاهنشاهی      | بخش بررود | قصون                   | ۱۲۰۰           | ۷۰             | ۱۲           | ۱۰                  | ۶                   |
| ۷۱   | شه میلا       | بخش مرکزی | ایور                   | ۳۰۰            | ۱۰             | ۲۵           | ۱                   | ۰                   |
| ۷۲   | شوریجه        | بخش بررود | دهمیان                 | ۶۰۰            | ۳۰             | ۸            | ۱۰                  | ۱۵                  |
| ۷۳   | عباس‌آباد      | بخش مرکزی | ایور                   | ۴۰۰۰           | ۱۰۰            | ۴۵           | ۱۵                  | ۲۰                  |
| ۷۴   | عباس‌آباد      | بخش مرکزی | اکبرآباد               | ۲۰۰            | ۶              | ۱۰           | ۵                   | ۲                   |
| ۷۵   | عباس‌آباد      | بخش مرکزی | تولا                   | ۳۰۰۰           | ۶۰             | ۶۵           | ۱۵                  | ۵۰                  |
| ۷۶   | عشق‌آباد       | بخش مرکزی | ایور                   | ۲۰۰۰           | ۵۰             | ۴۵           | ۱۵                  | ۳۰                  |
| ۷۷   | علی اکبر چراغ | بخش بررود | کریز                   | ۶۰             | ۵              | ۷            | ۳                   | ۳                   |
| ۷۸   | علی‌آباد       | بخش مرکزی | علی‌آباد                | ۱۰۰۰           | ۵۰             | ۲۵           | ۷                   | ۱۰                  |
| ۷۹   | علی‌آباد       | بخش مرکزی | ایور                   | ۷۰۰            | ۱۴             | ۴۵           | ۵                   | ۱۲                  |
| ۸۰   | علی‌آباد       | بخش مرکزی | نامق                   | ۳۰۰            | ۱۵             | ۱۵           | ۲۰                  | ۳۵                  |
| ۸۱   | عیسی کاریز    | بخش مرکزی | نامق                   | ۴۰۰            | ۲۰             | ۵            | ۱۰                  | ۱۵                  |
| ۸۲   | فرهاد کندی    | بخش مرکزی | نامق                   | ۲۵۰            | ۶              | ۳            | ۱۲                  | ۱۵                  |
| ۸۳   | قربانعلی      | بخش مرکزی | موشک                   | ۴۰۰            | ۸              | ۹            | ۵                   | ۱۳                  |
| ۸۴   | قی نار        | بخش مرکزی | ایور                   | ۱۰۰۰           | ۲۵             | ۴۵           | ۰                   | ۰                   |
| ۸۵   | لطیف‌آباد      | بخش مرکزی | نامق                   | ۱۰۰۰           | ۲۵             | ۱۷           | ۵                   | ۵                   |
| ۸۶   | محمدآباد      | بخش مرکزی | اکبرآباد               | ۵۰۰            | ۸              | ۱۱           | ۱۰                  | ۰                   |
| ۸۷   | مختاری        | بخش مرکزی | موشک                   | ۵۰۰            | ۱۴             | ۲۰           | ۷                   | ۷                   |
| ۸۸   | مهدی‌آباد      | بخش بررود | قصون                   | ۱۵۰            | ۷              | ۸            | ۴                   | ۳                   |
| ۸۹   | موشک سفلی     | بخش مرکزی | موشک                   | ۶۰۰            | ۱۵             | ۲۰           | ۱۵                  | ۱۵                  |
| ۹۰   | موشک علیا     | بخش مرکزی | موشک                   | ۵۰۰            | ۲۰             | ۴۵           | ۷                   | ۸                   |
| ۹۱   | مک            | بخش مرکزی | مکی                    | ۱۰۰۰           | ۳۰             | ۱۰           | ۱۵                  | ۴۰                  |
| ۹۲   | میانی         | بخش بررود | سنجدک                  | ۳۰۰            | ۱۵             | ۱۵           | ۷                   | ۱۰                  |
| ۹۳   | میرزا آباد    | بخش مرکزی | علی‌آباد                | ۵۰۰            | ۲۰             | ۴۰           | ۲۰                  | ۱۰۰                 |
| ۹۴   | نازیه         | بخش بررود | خضر بیک                | ۳۰۰            | ۱۵             | ۱۰           | ۱۰                  | ۲۰                  |
| ۹۵   | نمروک         | بخش مرکزی | موشک                   | ۲۰۰            | ۸              | ۱۵           | ۲                   | ۲                   |
| ۹۶   | نو کاریز      | بخش مرکزی | مکی                    | ۲۵۰۰           | ۸۰             | ۳۷           | ۵۰                  | ۱۲۰                 |
| ۹۷   | نی بار        | بخش مرکزی | ایور                   | ۷۰۰            | ۲۵             | ۵۰           | ۴                   | ۵                   |
| ۹۸   | نیزار         | بخش مرکزی | ایور                   | ۵۰۰            | ۱۰             | ۴۵           | ۲                   | ۴                   |
| ۹۹   | هوشمند        | بخش مرکزی | موشک                   | ۳۰۰            | ۱۰             | ۱۵           | ۲                   | ۲                   |
| ۱۰۱  | پائین درقلعه  | بخش بررود | دهمیان                 | ۳۰۰            | ۷              | ۲            | ۱۵                  | ۱۵                  |
| ۱۰۲  | پشی گلی       | بخش بررود | قصون                   | ۵۰             | ۳              | ۵            | ۳                   | ۲                   |
| ۱۰۳  | چربری         | بخش بررود | قصون                   | ۴۰۰            | ۱۲             | ۱۷           | ۴                   | ۵                   |
| ۱۰۴  | چشمه گلنار    | بخش مرکزی | ایور                   | ۱۰۰۰           | ۲۰             | ۳۵           | ۵                   | ۵                   |
| ۱۰۵  | چلپو          | بخش مرکزی | چلپو                   | ۲۵۰            | ۱۳             | ۷            | ۷                   | ۵۰                  |
| ۱۰۶  | چهارتخته      | بخش مرکزی | موشک                   | ۳۰۰            | ۱۰             | ۱۵           | ۳                   | ۲                   |
| ۱۰۷  | چوقان         | بخش مرکزی | تنورچه                 | ۵۰۰            | ۱۵             | ۳۰           | ۲۰                  | ۷۰                  |
| ۱۰۸  | کاریز بالا    | بخش مرکزی | دهمیان                 | ۲۵۰            | ۸              | ۵            | ۱۰                  | ۲۵                  |
| ۱۰۹  | کاریزکور علیا | بخش بررود | توندر                  | ۲۰۰            | ۲۰             | ۸            | ۵                   | ۵                   |
| ۱۱۰  | کاهه          | بخش مرکزی | مکی                    | ۲۵۰            | ۷              | ۶            | ۱۰                  | ۲۰                  |
| ۱۱۱  | کفقا          | بخش مرکزی | مکی                    | ۵۰۰            | ۱۰             | ۱۲           | ۱۵                  | ۵۰                  |
| ۱۱۲  | کلاته آقا     | بخش مرکزی | اکبرآباد               | ۵۰۰            | ۱۰             | ۸            | ۳                   | ۱                   |
| ۱۱۳  | کلاته بلوچ    | بخش بررود | قصون                   | ۴۰۰            | ۳۰             | ۱۵           | ۵                   | ۳                   |
| ۱۱۴  | کلاته بیگی    | بخش مرکزی | موشک                   | ۲۰۰            | ۸              | ۱۵           | ۳                   | ۳                   |
| ۱۱۵  | کلاته زلیخا   | بخش بررود | داغی                   | ۲۰۰            | ۱۵             | ۱۲           | ۷                   | ۵                   |
| ۱۱۶  | کلاته شیخ     | بخش مرکزی | تنورچه                 | ۲۰۰            | ۸              | ۷            | ۲                   | ۰                   |
| ۱۱۷  | کلاته عیدمحمد | بخش بررود | خضر بیک                | ۲۰۰            | ۱۰             | ۸            | ۱                   | ۰                   |
| ۱۱۸  | کلاته فرخ     | بخش مرکزی | ایور                   | ۲۵۰            | ۸              | ۳۰           | ۳                   | ۲                   |
| ۱۱۹  | کلاته ملا     | بخش بررود | سنجدک                  | ۴۰۰            | ۲۰             | ۱۸           | ۷                   | ۱۰                  |
| ۱۲۰  | کلاته نخودوک  | بخش مرکزی | مکی                    | ۳۰۰            | ۱۰             | ۷            | ۳                   | ۴                   |
| ۱۲۱  | کلاته نو      | بخش مرکزی | ایور                   | ۱۵۰۰           | ۵۰             | ۴۵           | ۱۰                  | ۲۰                  |
| ۱۲۲  | کلاته نو      | بخش مرکزی | موشک                   | ۵۰۰            | ۱۲             | ۲۰           | ۰                   | ۰                   |
| ۱۲۳  | کوزداب بالا   | بخش مرکزی | موشک                   | ۳۰۰            | ۱۲             | ۱۵           | ۵                   | ۴                   |
| ۱۲۴  | کوزداب پائین  | بخش مرکزی | موشک                   | ۳۵۰            | ۱۵             | ۱۵           | ۳                   | ۵                   |
| ۱۲۵  | کوشه          | بخش مرکزی | کوشه                   | ۶۰۰۰           | ۱۰۰            | ۵۰           | ۲۵                  | ۱۵۰                 |
| ۱۲۶  | کوشه نما      | بخش مرکزی | کوشه‌نما                | ۲۰۰۰           | ۷۰             | ۳۵           | ۱۰۰                 | ۲۰۰                 |
| ۱۲۷  | گبرحصار       | بخش بررود | خضربیگ                 | ۵۰۰            | ۱۴             | ۱۲           | ۵                   | ۶                   |
| ۱۲۸  | گبری          | بخش مرکزی | ریوش                   | ۷۰۰            | ۳۰             | ۵۰           | ۵۰                  | ۴۵                  |
| ۱۲۹  | گوگ دره       | بخش مرکزی | ایور                   | ۱۵۰۰           | ۵۰             | ۳۵           | ۱۰                  | ۱۰                  |